# Aruba op de Paralympische Zomerspelen 2020
Aruba nam deel aan de Paralympische Zomerspelen 2020 in Tokio, Japan.

## Aantal atleten
| Sport     | Mannen | Vrouwen | Totaal |
| --------- | ------ | ------- | ------ |
| Taekwondo | 1      | 0       | 1      |
| TOTAAL    | 1      | 0       | 1      |

### Taekwondo
Mannen
| Atleet                 | Onderdeel | Eerste ronde           | Kwartfinale            | Halve finale           | Herkansingen 1         | Herkansingen 2         | Finale                 | Finale |
| Atleet                 | Onderdeel | Tegenstander Resultaat | Tegenstander Resultaat | Tegenstander Resultaat | Tegenstander Resultaat | Tegenstander Resultaat | Tegenstander Resultaat | Rang   |
| ---------------------- | --------- | ---------------------- | ---------------------- | ---------------------- | ---------------------- | ---------------------- | ---------------------- | ------ |
| Elliott Andre Loonstra | +75 kg    | Ismaili V 23 - 32      | n.v.t.                 | n.v.t.                 | Molina V 3 - 16        | niet geplaatst         | niet geplaatst         | 9      |